# Tulameenit
Tulameenit ist ein selten vorkommendes Mineral aus der Mineralklasse der „Elemente (einschließlich natürliche Legierungen, intermetallische Verbindungen, Carbide, Nitride, Phosphide und Silicide)“ mit der chemischen Zusammensetzung Pt2FeCu und ist damit chemisch gesehen eine natürliche Legierung, genauer eine Intermetallische Verbindung aus Platin, Eisen und Kupfer im Verhältnis von 2 : 1 : 1. Auch geringe Fremdbeimengungen von Iridium (Ir), Nickel (Ni) und Antimon (Sb) sind möglich. Mit Ferronickelplatin (Pt2FeNi) bildet Tulameenit eine lückenlose Mischkristallreihe.
Tulameenit kristallisiert im tetragonalen Kristallsystem, konnte jedoch bisher nur in Form von unregelmäßig abgerundeten Körnern und Mikronuggets bis etwa 0,4 mm Größe entdeckt werden. Das Mineral ist in jeder Form undurchsichtig (opak) und zeigt auf den silberweißen Kornoberflächen einen metallischen Glanz.

## Etymologie und Geschichte
Erstmals entdeckt wurde Tulameenit in einer Seifenlagerstätte am Tulameen River, einem Nebenfluss des Similkameen River in der kanadischen Provinz British Columbia. Analysiert und beschrieben wurde das Mineral durch Louis J. Cabri, Dalton R. Owens und J. H. Gilles Laflamme, die es nach seiner Typlokalität benannten. Da für die Analyse des Minerals auch Proben aus den Seifen am Similkameen River gewonnen wurden, gelten beide Flüsse als Typlokalität.
Die Mineralbeschreibung und der gewählte Name wurden 1972 zur Prüfung bei der International Mineralogical Association (IMA) eingereicht (interne Register-Nr. 1972-016). Diese erkannte das Mineral noch im selben Jahr als eigenständig an. Die Publikation der Neuentdeckung folgte im Jahr darauf im Wissenschaftsmagazin The Canadian Mineralogist.
Das Typmaterial des Minerals wird im Royal Ontario Museum in Toronto, Canada unter der Katalog-Nr. M33256 sowie im National Museum of Natural History in Washington, D.C., USA unter der Katalog-Nr. 128460 aufbewahrt.

## Klassifikation
In der veralteten 8. Auflage der Mineralsystematik nach Strunz war der Tulameenit noch nicht aufgeführt.
In der zuletzt 2018 überarbeiteten Lapis-Systematik nach Stefan Weiß, die formal auf der alten Systematik von Karl Hugo Strunz in der 8. Auflage basiert, erhielt das Mineral die System- und Mineralnummer I/A.15-030. Dies entspricht der Klasse der „Elemente“ und dort der Abteilung „Metalle und intermetallische Verbindungen“, wo Tulameenit zusammen mit Bortnikovit, Chengdeit, Ferronickelplatin, Isoferroplatin, Nielsenit und Tetraferroplatin eine unbenannte Gruppe mit der Systemnummer I/A.15 bildet.
Die von der International Mineralogical Association (IMA) zuletzt 2009 aktualisierte 9. Auflage der Strunz’schen Mineralsystematik ordnet den Tulameenit in die Klasse der „Elemente“ und dort in die Abteilung „Metalle und intermetallische Verbindungen“ ein. Hier ist das Mineral in der Unterabteilung „PGE-Metall-Legierungen“ zu finden, wo es zusammen mit Ferronickelplatin und Tetraferroplatin die „Tetraferroplatin-Gruppe“ mit der Systemnummer 1.AG.40 bildet.
In der vorwiegend im englischen Sprachraum gebräuchlichen Systematik der Minerale nach Dana hat Tulameenit die System- und Mineralnummer 01.02.04.02. Das entspricht der Klasse der „Elemente“ und dort der Abteilung „Elemente“. Hier findet er sich innerhalb der Unterabteilung „Elemente: Platingruppenmetalle und -legierungen“ in der „Tetraferroplatingruppe (Raumgruppe P4/mmm)“, in der auch Tetraferroplatin, Ferronickelplatin und Potarit eingeordnet sind.

## Chemismus
Die theoretische Zusammensetzung von Pt2FeCu besteht zu 76,57 % aus Platin, 10,96 % Eisen und 12,47 % Kupfer. Natürliche Platinlegierungen enthalten jedoch immer geringe Fremdbeimengungen. So enthielten die von Cabri, Owens und Laflamme untersuchten Proben bis zu 1,99 Gew.-% Iridium, bis zu 3,77 % Nickel und bis zu 3,52 Gew.-% Antimon, aber auch Beimengungen von Ruthenium (Ru), Osmium (Os), Rhodium (Rh) und Palladium (Pd) sind möglich.

## Kristallstruktur
Tulameenit kristallisiert tetragonal in der Raumgruppe P4/mmm (Raumgruppen-Nr. 123) mit den Gitterparametern a = 3,89 Å und c = 3,58 Å sowie einer Formeleinheit pro Elementarzelle.
Ähnlich der Kristallstruktur von Tetraferroplatin besteht die Struktur von Tulameenit aus wechselnden Schichten mit Platin- bzw. Eisen- und Kupfer-Atomen. 
Aufgrund der leichten Unterschiede in den Atomradien von Platin (135 pm), Eisen (140 pm) und Kupfer (135 pm) sowie der regelmäßigen Anordnung der drei Elemente im Kristallgitter (Überstruktur) wird die Struktur als Ganzes auf eine tetragonale Symmetrie reduziert, statt einen kubischen Substitutionsmischkristall zu bilden wie es bei den kubisch kristallisierenden Ausgangsmetallen zu erwarten wäre.

## Eigenschaften
Tulameenit zeigt deutliche ferromagnetische Eigenschaften und wird von einer Stahlnadel angezogen.

## Bildung und Fundorte
Tulameenit bildete sich in feinkörnigen Ultramafischen Gesteinen. Als Begleitminerale treten unter anderem Chalkopyrit, Chromit, Geversit, Magnetit und verschiedene Pt-Fe-Legierungen auf.
Neben seiner Typlokalität am Tulameen River und Similkameen River in British Columbia fand sich das Mineral in Kanada bisher nur noch in der an Platingruppen-Elementen reichen Lagerstätte Marathon im Coldwell-Komplex bei Thunder Bay in der kanadischen Provinz Ontario.
Weitere bisher (März 2018) bekannte Fundorte liegen unter anderem im Jerusalem Creek bei Woodburn im australischen Bundesstaat New South Wales, der Cr-Pt-Pd-Lagerstätte Luanga bei Curionópolis (Pará) in Brasilien, bei Yubdo in der äthiopischen Verwaltungsregion Oromia (Oromiyaa), der Alto-Condoto-Intrusion im Municipio de Condoto des kolumbianischen Departamento del Chocó, im Platinova-Riff Kangerlussuaq-Komplex in Grönland, der Seifenlagerstätte Horokanai bei Uryugawa im Landkreis Uryū-gun auf der japanischen Insel Hokkaidō, am Fluss Chindwin bei Monywa (Sagaing-Region) in Myanmar, in den Ophiolithen vom Pirogues River in der Südprovinz von Neukaledonien, auf der Inselkommune Leka in Norwegen, im Freetown-Gabbro-Komplex im westlichen Sierra Leone, im Bushveld-Komplex in den südafrikanischen Provinzen Limpopo und Mpumalanga und in der Kapalagulu-Intrusion am Tanganjikasee in Tansania.
Eine größere Anzahl Funde sind zudem aus Russland bekannt, so unter anderem vom Aldanhochland in Ostsibirien, der Halbinsel Kamtschatka im Fernen Osten, vom Onegasee und vom Fluss Oulankajoki der Republik Karelien und der Oblast Swerdlowsk im Ural.
In den USA fand man Tulameenit bisher am Salmon River in der Bethel Census Area von Alaska, im Stillwater-Komplex in Montana und im Chester County in Pennsylvania.